# Xylaria
Xylaire
Genre
Xylaria, en français xylaire, est un genre de champignons ascomycètes de la famille des Xylariaceae, communément trouvé sur les bois morts et les souches des arbres feuillus.

## Description
Les xylaires sont reconnaissables par leurs stromas dressés et souvent stipés, en forme de massue ou ramifiés. Les conidiophores et les conidies sont blancs et produits sur les stromas ; les périthèces, formés dans la couche externe des stromas, sont noirs. Les asques renferment huit ascospores de couleur sombre, monocellulaires, plus ou moins fusoïdes.

## Écologie
Ce sont, pour la plupart des espèces, des saprophytes qui vivent sur le bois mort.

## Ensemble des espèces
Selon BioLib (26 sept. 2015) :
- Xylaria albisquamula F. San Martín, J.D. Rogers & P. Lavín
- Xylaria apiculata Cooke
- Xylaria arbuscula Sacc.
- Xylaria bulbosa (Pers.) Berk. & Broome
- Xylaria carpophila (Pers.) Fr.
- Xylaria coremiifera J.D. Rogers & Y.M. Ju
- Xylaria corniformis (Fr.) Fr.
- Xylaria cornu-damae (Schwein.) Berk.
- Xylaria culleniae Berk. & Broome
- Xylaria digitata (L.) Grev.
- Xylaria duranii F. San Martín & Vanoye
- Xylaria enteroleuca (Speg.) P.M.D. Martin
- Xylaria filiformis (Alb. & Schwein.) Fr.
- Xylaria fioriana Sacc.
- Xylaria fraseri M.A. Whalley, Y.M. Ju, J.D. Rogers & Whalley
- Xylaria friesii Laessøe
- Xylaria furcata Fr.
- Xylaria guepini (Fr.) Ces.
- Xylaria hippotrichoides (Sowerby) Sacc.
- Xylaria hypoxylon (L.) Grev.
- Xylaria jaliscoensis F. San Martín, J.D. Rogers & Y.M. Ju
- Xylaria kaumanae J.D. Rogers, Hemmes & Y.M. Ju
- Xylaria liquidambaris J.D. Rogers, Y.M. Ju & F. San Martín
- Xylaria longipes Nitschke
- Xylaria magnoliae J.D. Rogers
- Xylaria mali Fromme
- Xylaria maraca M.A. Whalley, Y.M. Ju, J.D. Rogers & Whalley
- Xylaria mellisii Berk. ex Cooke
- Xylaria michoacana F. San Martín, J.D. Rogers & P. Lavín
- Xylaria moliwensis Laessøe
- Xylaria monstrosa A. Pande, Waing., L. Prasad, Y. Vaidya & Vaidya
- Xylaria oxyacanthae Tul. & C. Tul.
- Xylaria pisoniae D. Scott, J.D. Rogers & Y.M. Ju
- Xylaria polymorpha (Pers.) Grev.
- Xylaria quercinophila F. San Martín, J.D. Rogers & P. Lavín
- Xylaria rhopaloides (Kunze) Mont.
- Xylaria sicula Pass. & Beltr.
- Xylaria subcoccophora F. San Martín & P. Lavín
- Xylaria tumulosa F. San Martín, J.D. Rogers & P. Lavín
- Xylaria umbonata J.D. Rogers & Y.M. Ju
- Xylaria vaporaria Berk.